# Concœur
Concœur est une ancienne commune française, une localité de la commune de Nuits-Saint-Georges, située dans le département de la Côte-d'Or et la région Bourgogne-Franche-Comté.

## Histoire
La commune a disparu officiellement le 1er janvier 1801 à la suite de la fusion avec sa voisine Corboin. La nouvelle commune s'appela Concœur-et-Corboin, elle-même rattachée à la commune de Nuits-Saint-Georges en 1970.

## Administration
| Période                                  | Période | Identité | Étiquette | Qualité |
| ---------------------------------------- | ------- | -------- | --------- | ------- |
|                                          |         |          |           |         |
| Les données manquantes sont à compléter. |         |          |           |         |

## Monuments
- Château d'Entre-Deux-Monts avec parc, inscrits au titre des monuments historiques en 2008.
- Église de la Nativité de Notre Dame